# Astragalus dutreulii
Astragalus dutreulii es una especie de planta del género Astragalus, de la familia de las leguminosas, orden Fabales.

## Distribución
Astragalus dutreulii se distribuye por Mongolia.

## Taxonomía
Fue descrita científicamente por (Franch.)Grubov & N.Ulziykh.
Sinonimia
- Oxytropis dutreulii Franch.